# Mariaville (Maine)
Mariaville est une ville américaine située dans le Comté de Hancock, dans le Maine. Selon le recensement de 2020, sa population est de 472 habitants.